# Heterochromis multidens
Heterochromis multidens (Pellegrin 1900) належить до риб родини цихлові. Він, також, єдиний представник монотипового роду і єдиний представник підродини Heterochromidinae. Він є ендеміком басейну р. Конго в Центральній Африці й досягає майже 30 см у довжину. Цей вид, імовірно, більше пов’язаний із цихлідами з Америки аніж з іншими цихлідами Африки
.